# Cyathea betchei
Cyathea betchei är en ormbunkeart som beskrevs av Edwin Bingham Copeland. Cyathea betchei ingår i släktet Cyathea och familjen Cyatheaceae. Inga underarter finns listade.